# Byron Mann

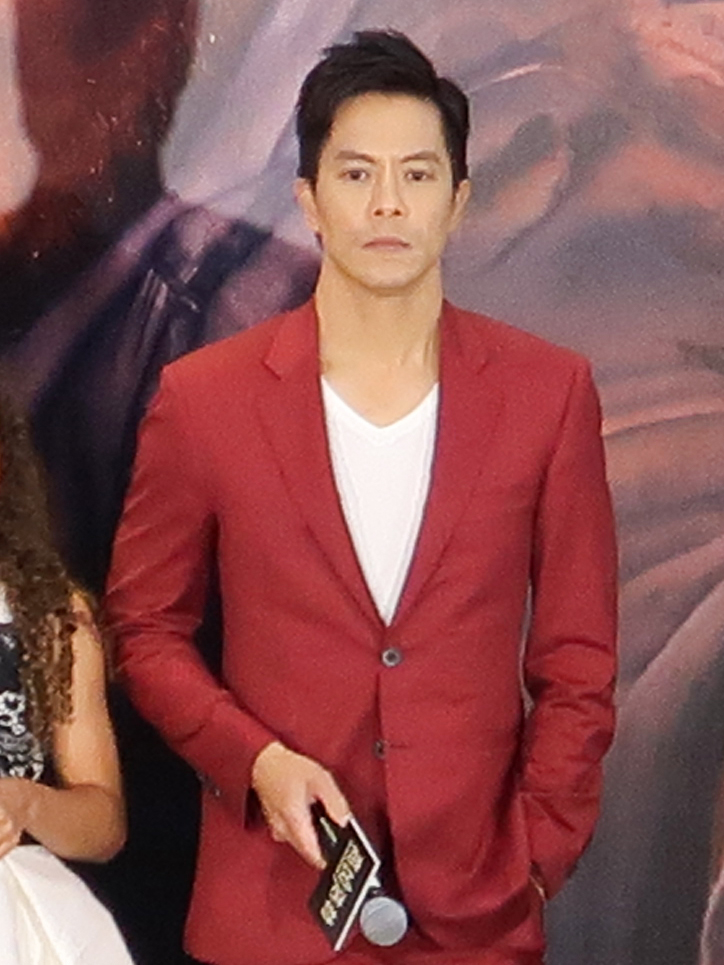
Byron Mann (2018)

Byron Mann (chinesisch 文峰, Pinyin Wén Fēng, Jyutping Man4 Fung1; * 13. August 1967 in Hongkong als Byron Chan) ist ein US-amerikanischer Schauspieler.

## Leben und Karriere
Byron Mann wurde in Hongkong geboren, wo er die Diocesan Boys’ School, ein Jugendgymnasium und zugleich älteste Schule Hongkongs, besuchte. Dort war er ein Teil der Theatergruppe, sowohl als Darsteller als auch als Autor. Nach dem Abschluss zog er nach Kalifornien in die Vereinigten Staaten, wo er an der University of California, Los Angeles, kurz UCLA, einen Abschluss in Philosophie erwarb. Daraufhin kehrte er kurzzeitig nach Hongkong zurück, um in seiner Heimat eine Jurafakultät zu besuchen. Kurze Zeit später zog es ihn allerdings nach Los Angeles zurück, um eine Vollzeit-Schauspielkarriere anzustreben.
Mann übernahm seine erste Rolle vor der Kamera 1990 im Fernsehfilm Last Flight Out. In der Folge übernahm er in zahlreichen Filmen, vor allem als Nebendarsteller, Rollen, etwa in Das Geisterschiff, Deadly Target, Street Fighter – Die entscheidende Schlacht, Crying Freeman – Der Sohn des Drachen, Red Corner – Labyrinth ohne Ausweg, American Dragons – Blutige Entscheidung, Corruptor – Im Zeichen der Korruption, Shanghai Kiss oder Blond und blonder. Zunehmend wurden seinen Rollen größer. So war er 2009 als Der Colonel in A Dangerous Man zu sehen. 2012 folgte die Rolle des Silver Lion in The Man with the Iron Fists. 2015 stellte Mr. Chau in The Big Short, neben Schauspielern wie Christian Bale, Ryan Gosling, Steve Carell, Brad Pitt oder Marisa Tomei, dar. 2018 war er als Inspector Wu im Actionfilm Skyscraper zu sehen.
Neben seinen Filmrollen ist Mann regelmäßig in Gast- und Nebenrollen in Fernsehserien zu sehen. Etwa in Murphy Brown, Mord ist ihr Hobby, Pacific Blue – Die Strandpolizei, Martial Law – Der Karate-Cop, Walker, Texas Ranger, Smallville, The Unit – Eine Frage der Ehre, Burn Notice, True Justice, Nikita, Hawaii Five-0, CSI: Cyber, Rush Hour oder Navy CIS: L.A. Von 2000 bis 2002 war er in einer Nebenrolle als Det. Matt Sung in Dark Angel zu sehen. 2010 wirkte er als Chen an der Miniserie Bloodletting & Miraculous Cures mit. Zwischen 2012 und 2019 spielte er die Rolle des Yao Fei Gulong in Arrow. Von 2015 bis 2016 war Mann wiederkehrend als Chang in Hell on Wheels zu sehen. Für seine Darstellung war er etwa bei den Golden Maple Awards als Bester Darsteller in einer Fernsehserie nominiert. Von 2016 bis 2018 war er als Evan Ong in Blood and Water zu sehen. Dazu trat er in Nebenrollen in The Expanse und Altered Carbon – Das Unsterblichkeitsprogramm auf. 2019 übernahm er in der Netflix-Eigenproduktion Wu Assassins die Rolle des Triadenboss Uncle Six.
Neben seiner Schauspieltätigkeit leiht Mann auch hin und wieder Videospielfiguren seine Stimme, etwa für Raymond in Sleeping Dogs oder als Tian Zhao in Call of Duty: Black Ops II.

## Persönliches
In seiner Jugend war Mann ein erfolgreicher Tennisspieler, so führte er einst etwa die Rangliste in Hongkong an. Außerdem ist er in der Kampfkunst Wushu trainiert, was er etwa in Invincible – Die Krieger des Lichts oder Street Fighter unter Beweis stellte. Neben seiner Muttersprache Kantonesisch spricht er auch Englisch und Mandarin fließend, sowie etwas Thai.
Mann ist seit 2002 verheiratet.

## Filmografie (Auswahl)
- 1990: Last Flight Out (Fernsehfilm)
- 1992: Tequila und Bonetti (Tequila and Bonetti, Fernsehserie, Episode 1x09)
- 1992: Das Geisterschiff (Ghost Ship)
- 1993: Murphy Brown (Fernsehserie, Episode 6x05)
- 1994: Time Trax – Zurück in die Zukunft (Time Trax, Fernsehserie, Episode 2x01)
- 1994: Deadly Target
- 1994: Street Fighter – Die entscheidende Schlacht (Street Fighter)
- 1995: Crying Freeman – Der Sohn des Drachen (Crying Freeman)
- 1996: Mord ist ihr Hobby (Murder, She Wrote, Fernsehserie, Episode 12x12)
- 1996: Pacific Blue – Die Strandpolizei (Pacific Blue, Fernsehserie, Episode 2x06)
- 1997: Der Sentinel – Im Auge des Jägers (The Sentinel, Fernsehserie, Episode 3x04)
- 1997: Red Corner – Labyrinth ohne Ausweg (Red Corner)
- 1998: American Dragons – Blutige Entscheidung (American Dragons)
- 1999: Corruptor – Im Zeichen der Korruption (The Corruptor)
- 1999: Martial Law – Der Karate-Cop (Martial Law, Fernsehserie, Episode 2x03)
- 2000: Walker, Texas Ranger (Fernsehserie, Episode 8x18)
- 2000–2002: Dark Angel (Fernsehserie, 8 Episoden)
- 2001: Invincible – Die Liga der Unbesiegbaren (Invincible, Fernsehfilm)
- 2002: Robbery Homicide Division (Fernsehserie, Episode 1x09)
- 2003: 1st to Die (Fernsehfilm)
- 2003: Belly of the Beast
- 2003–2005: Smallville (Fernsehserie, 2 Episoden)
- 2004: Catwoman
- 2004: Sniper 3
- 2007: Shanghai Kiss
- 2007: The Counting House
- 2007: Dragon Boys (Fernsehserie, 2 Episoden)
- 2007: Blond und blonder (Blonde and Blonder)
- 2009: The Unit – Eine Frage der Ehre (The Unit, Fernsehserie, Episode 4x12)
- 2009: Motherland
- 2009: A Dangerous Man
- 2010: Bloodletting & Miraculous Cures (Miniserie, 8 Episoden)
- 2010: Burn Notice (Fernsehserie, Episode 4x02)
- 2010: Durham County (Fernsehserie, 3 Episoden)
- 2011: True Justice (Fernsehserie, Episode 1x06)
- 2012: Arctic Air (Fernsehserie, Episode 1x09)
- 2012: Hon zin
- 2012: Nikita (Fernsehserie, Episode 3x01)
- 2012: The Man with the Iron Fists
- 2012–2019: Arrow (Fernsehserie, 12 Episoden)
- 2013: A Stranger in Paradise
- 2014: Hawaii Five-0 (Fernsehserie, Episode 4x19)
- 2014: The Novice (Fernsehfilm)
- 2015: Jasmine
- 2015: CSI: Cyber (Fernsehserie, Episode 1x07)
- 2015: The Big Short
- 2015–2016: Hell on Wheels (Fernsehserie, 9 Episoden)
- 2016: Rush Hour (Fernsehserie, 2 Episoden)
- 2016: Navy CIS: L.A. (NCIS Los Angeles, Fernsehserie, Episode 8x04)
- 2016–2018 Blood and Water (Fernsehserie, 16 Episoden)
- 2017: The Mercenary: Absolution
- 2017–2018: The Expanse (Fernsehserie, 8 Episoden)
- 2018: Altered Carbon – Das Unsterblichkeitsprogramm (Altered Carbon, Fernsehserie, 3 Episoden)
- 2018: Skyscraper
- 2019: Wu Assassins (Fernsehserie, 9 Episoden)
- 2020: Kleine Feuer überall (Little Fires Everywhere, Miniserie, 3 Episoden)
- 2020: Marvels Agents of S.H.I.E.L.D. (Fernsehserie, 2 Episoden)
- 2021: The Ravine
- 2022: Blood & Treasure – Kleopatras Fluch (	Blood & Treasure, Fernsehserie, 4 Episoden)
- 2022: The Recruit (Fernsehserie, 5 Episoden)
- 2023: Blue Eye Samurai (Fernsehserie, Stimme, 1 Episode1)